# Cazes-Mondenard
Cazes-Mondenard é uma comuna francesa na região administrativa de Occitânia, no departamento de Tarn-et-Garonne. Estende-se por uma área de 58,23 km². Em 2010 a comuna tinha 1 208 habitantes (densidade: 20,7 hab./km²).